# Belojarskij (oblast' di Sverdlovsk)
Belojarskij (in russo Белоярский?) è un insediamento di tipo urbano dell'oblast' di Sverdlovsk, in Russia; è il centro amministrativo del distretto Belojarskij. 
Si trova nella parte meridionale della regione di Sverdlovsk sul fiume Pyšma, circa 70-80 chilometri a est della cresta degli Urali centrali.